# Szent Mihály és Gábriel arkangyalok fatemplom (Rogoz)
A rogozi Szent Mihály és Gábriel arkangyalok fatemplom műemlékké nyilvánított épület Romániában, Máramaros megyében. A romániai műemlékek jegyzékében az MM-II-m-A-04618 sorszámon szerepel, és egyike annak a nyolc máramarosi fatemplomnak, amelyek 1999-ben világörökséggé váltak.

## Képek

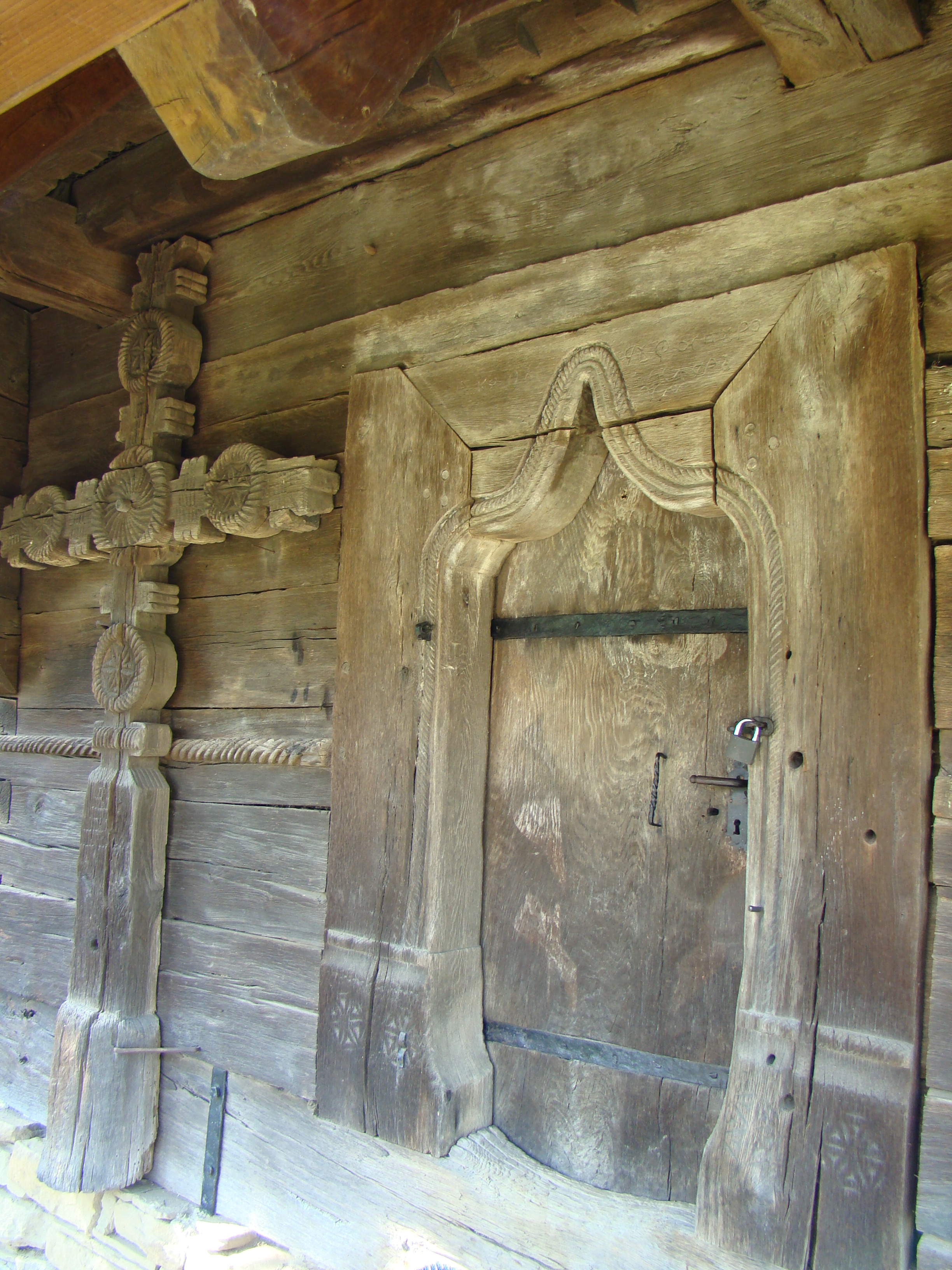
Bejárat
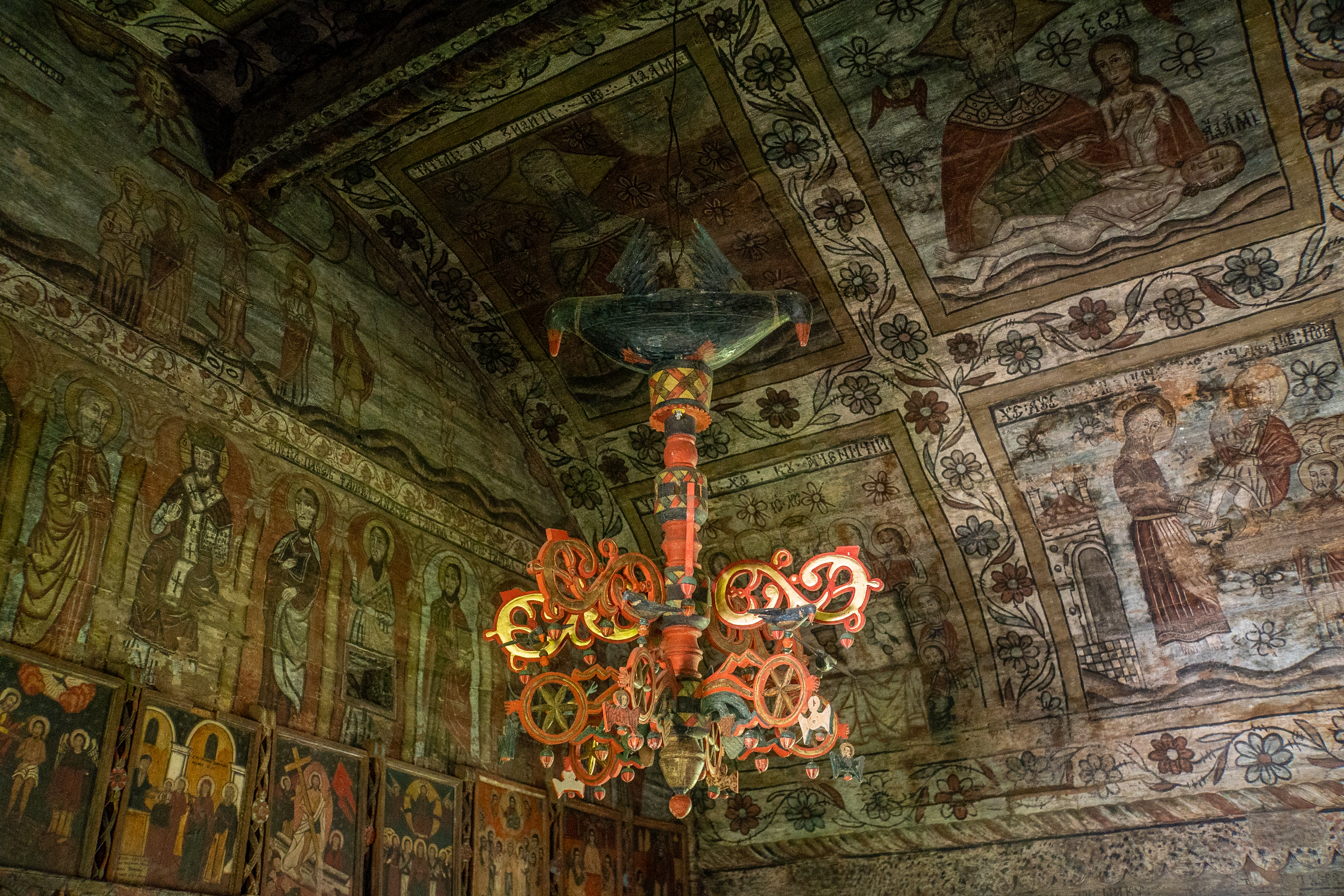
Csillár